# Neosemidalis (Leucosemidalis) terraereginae
Neosemidalis (Leucosemidalis) terraereginae is een insect uit de familie van de dwerggaasvliegen (Coniopterygidae), die tot de orde netvleugeligen (Neuroptera) behoort. 
Neosemidalis (Leucosemidalis) terraereginae is voor het eerst wetenschappelijk beschreven door Meinander in 1972.